# جذام سفید
جذام سفید (به ایتالیایی: Lebbra bianca) یک فیلم درام ایتالیایی است که در سال ۱۹۵۱ توسط انتسو تراپانی کارگردانی شده است.

## خلاصه داستان
یک بازرس پلیس با یک مأمور سابق ارتش یک تیم را درست می‌کند تا گروهی از فروشندگان مواد مخدر را بعد از جنگ جهانی دوم از بین ببرد. دختر مأمور سابق ارتش توسط قاچاقچیان مواد مخدر کشته شده است و او خود را در یک خطر جدی می‌بیند.